# Carelia

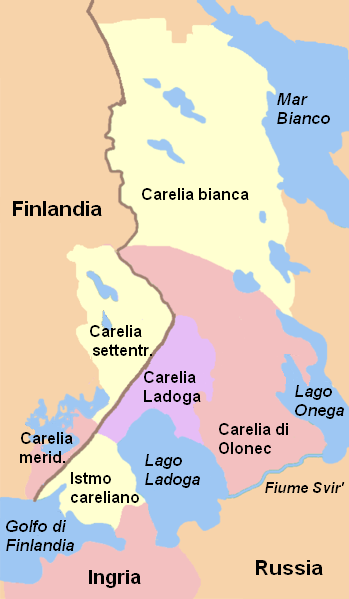
Mappa con le suddivisioni tradizionali della Carelia.

La Carelia è una regione storica, patria dei careliani, popolazione che abitava vaste aree dell'Europa settentrionale, di importanza storica per Finlandia, Svezia e Russia. È divisa tra la Repubblica di Carelia e l'oblast' di Leningrado in Russia, e le regioni finlandesi della Carelia meridionale e settentrionale. In careliano e in finlandese la Carelia viene chiamata Karjala, in russo Карелия (Karelija), e in svedese Karelen.

## Storia
La Carelia venne a lungo contesa tra il Regno di Svezia e Velikij Novgorod nel XIII secolo. Il trattato di Nöteborg del 1323 divise la Carelia tra le due parti. Vyborg divenne la capitale della nuova provincia svedese. Il trattato di Nystad del 1721, tra Impero russo e l'Impero svedese, assegnò gran parte della Carelia alla Russia. Dopo che la Finlandia venne conquistata dalla Russia nella grande guerra del Nord, parti delle province cedute dalla Svezia (vecchia Finlandia) vennero incorporate nel Granducato di Finlandia. Nel 1917 la Finlandia ottenne l'indipendenza entro confini che corrispondevano, pressappoco, a quelli del Granducato; confini che vennero confermati dal trattato di Tartu del 1920. Durante gli anni venti, i finlandesi vennero coinvolti nei tentativi di rovesciare i bolscevichi nella Carelia russa (Carelia orientale), ad esempio con la fallimentare spedizione di Aunus. Dopo la fine della guerra civile russa, e con la fondazione dell'Unione Sovietica nel 1922, la parte russa della Carelia divenne una Repubblica Autonoma dell'Unione Sovietica (1923).
Negli anni quaranta, la parte meridionale della Carelia (istmo careliano e sponda settentrionale del lago Ladoga, il lago più esteso in Europa) venne prima ceduta all'Unione Sovietica, con la pace di Mosca che fece seguito alla guerra d'inverno (1939-1940) riportando i confini a quelli del 1721, quindi riconquistata per tre anni durante la guerra di continuazione (1941-1944), quando anche la Carelia orientale venne occupata dai finlandesi. La guerra d'inverno, e la conseguente cessione all'Unione Sovietica dei territori acquisiti con il trattato di Tartu, causarono un considerevole rancore in Finlandia, che aveva perso Vyborg, la sua seconda città per dimensioni, l'accesso al lago Ladoga, e aveva evacuato un ottavo dei suoi cittadini dai territori ceduti all'Unione Sovietica. Come conseguenza della pace di Mosca, la Repubblica Autonoma di Carelia venne incorporata nella Repubblica Socialista Sovietica Carelo-Finlandese 1941-1956, per poi divenire nuovamente una repubblica sovietica. Nel 1991 la regione acquisì il nome di Repubblica di Carelia.

## Politica

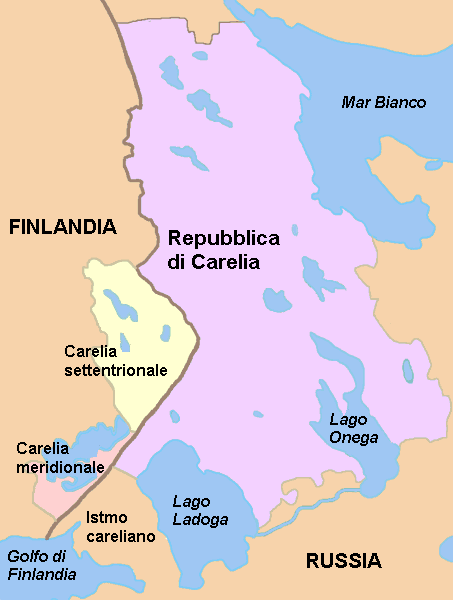
Mappa con la Repubblica di Carelia e le due regioni finlandesi.

La Carelia è divisa tra Finlandia e Russia. La Repubblica di Carelia è una Repubblica Autonoma della Russia, formata nel 1991 dalla Repubblica Autonoma Sovietica di Carelia. L'istmo careliano appartiene all'oblast' di Leningrado. Le parti finlandesi della Carelia appartengono alle regioni finlandesi della Carelia meridionale e della Carelia settentrionale.
Esistono dei piccoli ma ferventi gruppi di finlandesi che sostengono una stretta dei legami tra Finlandia e Carelia. Le speranze irredentiste per una riacquisizione della Carelia finlandese vivono ad esempio all'interno del movimento Karjala takaisin (lett. indietro la Carelia). Al 2004, il 38% dei finlandesi sperava nella riacquisizione, il 57% no. L'ambizione di legami più stretti con la Carelia orientale, di solito non si identifica con la richiesta di cambiamenti territoriali.

## Geografia
La Carelia si estende dalla costa del mar Bianco fino al golfo di Finlandia. Contiene i due laghi più grandi d'Europa, il lago Ladoga e il lago Onega. L'istmo careliano si trova tra il golfo di Finlandia e il lago Ladoga.
Il confine tra Carelia e Ingria, la terra dello strettamente imparentato popolo ingriano, è tradizionalmente marcato dal corso del torrente Sestra/Rajajoki (in russo Сестра/Раяйоки), nell'area metropolitana di San Pietroburgo, che nel periodo 1812-1940 costituiva il confine russo-finnico.
Sull'altro lato del lago Ladoga, il fiume Svir' viene tradizionalmente considerato il confine meridionale della Carelia, così come il lago Saimaa segna il confine occidentale, mentre il lago Onega e il mar Bianco costituiscono il confine orientale. A nord si trovava il popolo nomade dei Sami, ma non c'è nessun confine naturale se non boschi (taiga) e tundra.
Nei testi storici la Carelia viene talvolta divisa in Carelia orientale e Carelia occidentale, che vengono rispettivamente chiamate anche Carelia russa e Carelia finlandese. L'area a nord del lago Ladoga, che apparteneva alla Finlandia prima della seconda guerra mondiale, viene chiamata Carelia Ladoga, e le parrocchie sul vecchio confine di prima della guerra vengono talvolta chiamate Carelia di frontiera. La Carelia bianca è la parte settentrionale della Carelia orientale e la Carelia di Olonec è la parte meridionale.
Il termine Carelia di Tver denota i villaggi dell'oblast' di Tver', che sono abitati dai careliani.

### Città e villaggi
- Nella Repubblica di Carelia (Russia)
  - Petrozavodsk (Петрозаводск, Petroskoi o Ääneslinna in finlandese)
  - Medvežegorsk (Медвежьегорск, Karhumäki in finlandese)
  - Kalevala (Калевала, Uhtua in russo)
  - Kem' (Vienan Kemi, si confronti Kemi)
  - Kostomuksha (Kostamus in finlandese)
  - Kondopoga (Кондопога, Kontupohja in russo)
  - Sortavala (Сортавала in russo)
  - Segeža (Сегежа in russo)
  - Unitsa (Уница in russo)

- Sull'istmo careliano (Russia)
  - Vyborg (Viipuri in finlandese)
  - Priozersk (Käkisalmi in finlandese, Keksholm in svedese)

- Nella regione della Carelia meridionale (Finlandia)
  - Imatra
  - Lappeenranta (Villmanstrand in svedese)

- Nella regione della Carelia settentrionale (Finlandia)
  - Joensuu
  - Kitee
  - Lieksa
  - Nurmes
  - Outokumpu

## Demografia
La lingua careliana viene parlata nella Repubblica di Carelia e anche nei villaggi della Carelia di Tver. La lingua vepsa è parlata su entrambe le sponde del fiume Svir'. Il dialetto parlato principalmente nella Carelia Meridionale fa parte dei dialetti sud-occidentali del finlandese.
Il dialetto della Carelia Settentrionale fa parte del più grande gruppo dei dialetti savoniani.
I careliani che abbandonarono la Carelia finlandese si insediarono in tutta la Finlandia; ci sono circa un milione di persone in Finlandia con origini careliane. In Finlandia, circa 5.000 persone parlano il careliano.

## Filatelia
Nel 1922 la provincia finlandese di Carelia emise una serie celebre di francobolli, composta da 15 valori, raffigurante lo stemma provinciale. Ebbe un uso prettamente locale e per fini filatelici. La serie usata è valutata dai maggiori cataloghi internazionali (2011) intorno ai 1 000 euro.